# Radovan Ćurčić
Radovan Ćurčić (szerbül: Радован Ћурчић; Ivanjica, 1972. január 10. –) szerb labdarúgócsatár, edző, 2014 és 2016 között Szerbia szövetségi kapitánya.

## Pályafutása

### Klubcsapatokban
A pályafutása során a Javor Ivanjica, az OFK Beograd a Gorica és a a Borac Čačak együtteseiben játszott.

### Edzőként
Edzői pályafutását a Javor Ivanjicánál kezdte. Ezután Borac Čačakot irányította, majd visszatért a Javorhoz.
2010-ben Vladimir Petrović segítője lett a szerb válogatottban. 2011 októberétől 2012 áprilisáig a nemzeti csapat ideiglenes edzője volt. Ebben a szerepkörben 2011. november 11-én debütált egy Mexikó elleni barátságos mérkőzésen. Négy mérkőzésen vezette a szerb csapatot. Ezt követően a szerb U21-es válogatottat edzette, majd 2014-tól 2016-ig a szerb első csapat edzője lett.